# Game Boy
Game Boy er en håndholdt spillekonsol, som er udviklet og produceret af Nintendo, lanceret i 1989 i Japan og USA, og i 1990 i Europa. Game Boy'en var den første succesfulde håndholdte konsol, og var forløberen/forælderen til alle de senere Game Boy's.
Game Boy'en blev originalt solgt sammen med puslespillet Tetris, da Nintendo mente at et fængende puslespil ville få forbrugernes opmærksomhed, selvom den kun kunne vise monokrom grafik i modsætning til de teknologisk overlegne konkurrenter på det tidspunkt: (Atari Lynx og senere Sega Game Gear).

## Bemærkelsesværdige spil
- Pokémon-serien
  - Pokémon Red
  - Pokémon Green
  - Pokémon Blue
  - Pokémon Yellow
  - Pokémon Gold
  - Pokémon Silver
  - Pokémon Crystal
  - Pokémon Trading Card Game
  - Pokémon Pinball
- Tetris-serien
  - Tetris
  - Hatris
  - Wordtris
  - Tetris Attack
  - Tetris Plus
- Mario-serien
  - Super Mario Land-serien
    - Super Mario Land
    - Super Mario Land 2: 6 Golden Coins
    - Wario Land-serien
      - Wario Land: Super Mario Land 3
      - Wario Land II
      - Wario Land 3

  - Super Mario Bros. Deluxe
  - Donkey Kong
  - Dr. Mario
  - Mario's Picross
- The Legend of Zelda-serien
  - The Legend of Zelda: Link's Awakening
  - The Legend of Zelda: Oracle of Seasons
  - The Legend of Zelda: Oracle of Ages